# Технічні училища
Технічні училища — навчальні заклади в колишньому СРСР та на пострадянському просторі, працюють у системі професійно-технічних училищ на базі середньої школи і готують кваліфікованих робітників з понад 400 професій, які вимагають вищого загальноосвітнього рівня. Термін навчання 1-2 роки. Технічні училища створені 1954 року. у 1959—1964 рр. їх було реорганізовано в міські й сільські професійно-технічні заклади. Вже 1974 року в СРСР налічувалось 700 технічних училищ, в яких навчалося 364 000 учнів.